# Pomatocheles
Pomatocheles is een geslacht van kreeftachtigen uit de klasse van de Malacostraca (hogere kreeftachtigen).

## Soorten
- Pomatocheles gaillardi Forest, 1987
- Pomatocheles jeffreysii Miers, 1879
- Pomatocheles stridulans Forest, 1987